# Willibald Kaehler

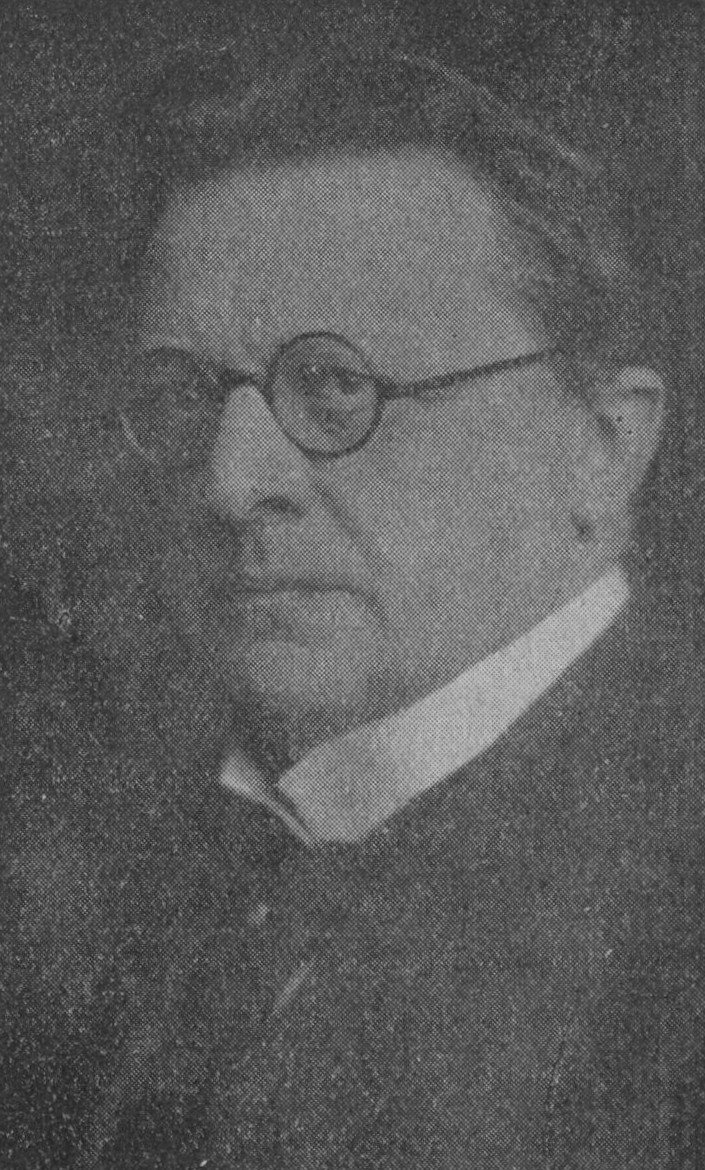
Willibald Kaehler, um 1928

Hans Emmerich Willibald Kaehler (* 2. Januar 1866 in Berlin; † 17. Oktober 1938 in Kleinmachnow) war ein deutscher Dirigent, Komponist und Generalmusikdirektor in Mannheim und Schwerin. 

## Leben
Kaehler, dessen Vater Lehrer war, absolvierte die Sekundarschule in Grünberg (Schlesien) und studierte von 1884 bis 1887 an der Musikhochschule Berlin. Seine erste Anstellung war als Solorepetitor am Hoftheater Hannover. Es folgten Stationen als Kapellmeister in Freiburg im Breisgau, Basel und Regensburg. Von 1897 bis 1899 war er Erster Kapellmeister in Rostock und von 1899 bis 1906 Generalmusikdirektor am Nationaltheater Mannheim. Gleichzeitig war er  von 1896 bis 1901 Assistent bei den Bayreuther Festspielen.
1906 wurde er zum großherzoglichen Hofkapellmeister in Schwerin berufen. Hier blieb er ein Vierteljahrhundert, auch nach 1918, ab 1924 nun als Generalmusikdirektor der Staatskapelle. In Schwerin besorgte er mehrere Erstaufführungen. Er war Dirigent des 14. und 15. Mecklenburgischen Musikfestes (1909, 1922) und holte das 58. Tonkünstlerfest des Allgemeinen Deutschen Musikvereins 1928 nach Schwerin. 1931 verabschiedete er sich in den Ruhestand mit Aufführungen von Ludwig van Beethovens 9. Sinfonie und mit Wagners Die Meistersinger; sein Nachfolger wurde Werner Ladwig. Kaehler zog nach Gauting.
Kaehler war ein gefragter Wagner-Interpret und dirigierte 1907 als Gastdirigent in Barcelona Der Ring des Nibelungen. 1924/25 dirigierte er bei den Bayreuther Festspielen Wagners Parsifal.

## Werke
Kaehler komponierte Männerchöre, Lieder und Klavierstücken.
- Ouvertüre zu Heinrich von Kleists Prinz Friedrich von Homburg (am 13. März 1911 in Schwerin aufgeführt)
- Musik zu Goethes Faust
- Gottfried Kellers Abendlied (um 1900)
- Versteckte Liebe (um 1900)

## Auszeichnungen
- 1911 Ernennung zum Professor
- 1931 Ehrendoktor der Universität Rostock